# Cúp bóng đá Macedonia 2015–16
Cúp bóng đá Macedonia 2015–16 là mùa giải thứ 24 của giải đấu bóng đá loại trực tiếp ở Cộng hòa Macedonia. Rabotnički là đương kim vô địch, lần thứ 4 đoạt cúp.

## Lịch thi đấu
| Vòng      | Ngày thi đấu                             | Số trận | Câu lạc bộ |
| --------- | ---------------------------------------- | ------- | ---------- |
| Vòng Một  | 12 và 13 tháng 8 năm 2015                | 16      | 32 → 16    |
| Vòng Hai  | 30 tháng Chín và 21 tháng 10 năm 2015    | 16      | 16 → 8     |
| Tứ kết    | 25 tháng Mười Một và 2 tháng 12 năm 2015 | 8       | 8 → 4      |
| Bán kết   | 2 tháng Ba và 13 tháng 4 năm 2016        | 4       | 4 → 2      |
| Chung kết | 16 tháng 5 năm 2016                      | 1       | 2 → 1      |

## Vòng Một
Các trận đấu diễn ra vào ngày 12 và 13 tháng 8 năm 2015.
| Đội 1                | Tỉ số           | Đội 2               |
| -------------------- | --------------- | ------------------- |
| 12 tháng 8 năm 2015  |                 |                     |
| Gorno Lisiče (II)    | 1–2             | Renova              |
| Vulkan (IV)          | 0–3 (2–0)*      | Makedonija GjP (II) |
| Prevalec (III)       | 0–4             | Sileks              |
| Liria Zagračani (IV) | 0–11            | Horizont Turnovo    |
| Zajazi (III)         | 0–4             | Shkëndija           |
| Belasica (III)       | 0–2             | Skopje (II)         |
| Ljubanci 1974 (II)   | 1–1 (4–3 ph.đ.) | Teteks (II)         |
| Pobeda (II)          | 1–1 (6–7 ph.đ.) | Mladost Carev Dvor  |
| Kožuf Miravci (II)   | 0–1             | Vardar              |
| Drita (III)          | w/o             | Vëllazërimi 77 (II) |
| Poeševo (III)        | 0–0 (3–5 ph.đ.) | Gostivar (II)       |
| Maleš (IV)           | 1–9             | Metalurg            |
| Ljuboten (IV)        | 1–5             | Shkupi              |
| 13 tháng 8 năm 2015  |                 |                     |
| Fortuna (III)        | 0–11            | Rabotnički          |
| 11 Oktomvri (III)    | 0–8             | Pelister (II)       |
| Plačkovica (III)     | 0–2             | Bregalnica Štip     |

* Trận thắng dành cho Makedonija Gjorče Petrov vì cầu thủ của Vulkan không ra sân trong hiệp 2.
Ghi chú: Số La Mã trong ngoặc chỉ cấp độ của câu lạc bộ thi đấu mùa giải 2015–16.

## Vòng Hai
Tham gia vòng này gồm 16 đội thắng ở vòng Một. Lễ bốc thăm diễn ra vào ngày 1 tháng 9 năm 2015. Các trận lượt đi diễn ra vào ngày 30 tháng Chín và lượt về vào ngày 21 tháng 10 năm 2015.
| Đội 1                         | TTS | Đội 2              | Lượt đi | Lượt về |
| ----------------------------- | --- | ------------------ | ------- | ------- |
| Vardar                        | 6–1 | Pelister (II)      | 4–1     | 2–0     |
| Shkëndija                     | 7–0 | Metalurg           | 2–0     | 5–0     |
| Gostivar (II)                 | 0–8 | Rabotnički         | 0–4     | 0–4     |
| Renova                        | 2–5 | Sileks             | 1–2     | 1–3     |
| Bregalnica Štip               | 2–1 | Shkupi             | 2–0     | 0–1     |
| Horizont Turnovo              | 5–3 | Skopje (II)        | 3–1     | 2–2     |
| Velazerimi (II)               | 5–7 | Mladost Carev Dvor | 2–4     | 3–3     |
| Makedonija Gjorče Petrov (II) | 3–2 | Ljubanci 1974 (II) | 3–2     | 0–0     |

 Ghi chú: Số La Mã trong ngoặc chỉ cấp độ của câu lạc bộ thi đấu mùa giải 2015–16.

## Tứ kết
Tham gia vòng này là 8 đội thắng ở vòng Hai. Các trận lượt đi diễn ra vào ngày 25 và 26 tháng Mười Một và lượt về vào ngày 2 tháng 12 năm 2015.
| Đội 1                         | TTS | Đội 2            | Lượt đi | Lượt về |
| ----------------------------- | --- | ---------------- | ------- | ------- |
| Shkëndija                     | 5–1 | Vardar           | 3–0     | 2–1     |
| Rabotnički                    | 5–1 | Sileks           | 3–0     | 2–1     |
| Mladost Carev Dvor            | 2–5 | Bregalnica Štip  | 1–1     | 1–4     |
| Makedonija Gjorče Petrov (II) | 3–4 | Horizont Turnovo | 2–4     | 1–0     |

 Ghi chú: Số La Mã trong ngoặc chỉ cấp độ của câu lạc bộ thi đấu mùa giải 2015–16.

## Bán kết
Các trận lượt đi diễn ra vào ngày 2 tháng 3 năm 2016 và lượt về vào ngày 13 tháng 4 năm 2016.
| Đội 1            | TTS | Đội 2      | Lượt đi | Lượt về |
| ---------------- | --- | ---------- | ------- | ------- |
| Horizont Turnovo | 1–4 | Shkëndija  | 0–2     | 1–2     |
| Bregalnica Štip  | 1–4 | Rabotnički | 1–1     | 0–3     |

| Horizont Turnovo | 0–2      | Shkëndija                 |
| ---------------- | -------- | ------------------------- |
|                  | Chi tiết | Ibraimi 11' · Radeski 51' |

| Shkëndija                         | 2–1      | Horizont Turnovo |
| --------------------------------- | -------- | ---------------- |
| Juffo 45+1' (ph.đ.) · Nexhipi 57' | Chi tiết | Timov 56'        |

Shkëndija thắng 4–1 sau 2 lượt trận.
| Bregalnica Štip | 1–1      | Rabotnički                  |
| --------------- | -------- | --------------------------- |
| Nacev 63'       | Chi tiết | Altiparmakovski 73' (ph.đ.) |

| Rabotnički                           | 3–0      | Bregalnica Štip |
| ------------------------------------ | -------- | --------------- |
| Altiparmakovski 21', 59' · Elmas 85' | Chi tiết |                 |

Rabotnički thắng 4–1 sau 2 lượt trận.

## Chung kết
| Shkëndija                 | 2–0      | Rabotnički |
| ------------------------- | -------- | ---------- |
| Radeski 7' · Júnior 90+5' | Chi tiết |            |